# چرخش زبانی
در فلسفه غرب، چرخش زبانی (به انگلیسی: linguistic turn) تحول بزرگی در در اوایل قرن بیستم بود که مهم‌ترین ویژگی آن تغییر تمرکز فلسفه و سایر رشته‌های علوم انسانی عمدتاً بر موضوعاتی چون روابط بین زبان، کاربران زبان و جهان است.
جنبش‌های فکری بسیار متفاوتی با «چرخش زبانی» مرتبط بوده‌اند، اگرچه معمولاً تصور می شود که خود این اصطلاح در مجموعه و گلچین گردآوری شده «چرخش زبانی» ریچارد رورتی در سال ۱۹۶۷ رایج شد، که در آن چرخش به سمت فلسفه زبانی را مورد بحث قرار می‌دهد. به گفته رورتی، که بعداً خود را از فلسفه زبانی و فلسفه تحلیلی به‌طور کلی جدا کرد، عبارت «چرخش زبانی» از گوستاو برگمان (Gustav Bergmann) فیلسوف سرچشمه گرفته‌است.

## فلسفه تحلیلی
به‌طور سنتی، چرخش زبانی به معنای تولد فلسفه تحلیلی نیز در نظر گرفته می‌شود. یکی از نتایج چرخش زبانی تمرکز فزاینده بر منطق و فلسفه زبان و شکاف بین فلسفه زبان ایده‌آل (ideal language philosophy) و فلسفه زبان متعارف بود.

## فلسفه قاره‌ای
از اشخاص کلاسیک تعیین‌کننده چرخش زبانی در علوم انسانی ساختارگرای قاره‌ای فردیناند دو سوسور است.: 92  رویکرد او در دروسی در زبان‌شناسی عمومی که پس از مرگش در سال ۱۹۱۶ منتشر شد، معرفی شد. به گفته سوسور: زبان سیستمی از نشانه‌ها است که با سیستم‌های نوشتاری، سیستم‌های نشانه‌ای که ناشنوایان استفاده می‌کنند و نظام‌های نمادین قابل مقایسه است و بنابراین می‌توان آن را به‌طور نظام‌مند مطالعه کرد. : 158 او نشانه‌شناسی (semiology) را به عنوان علمی جدید پیشنهاد کرد. ریشه این کلمه از یونانی واژه یونانی «semeion» به معنای sign یا نشانه است. : 158 علم پیشنهادی وی هم‌اکنون به عنوان نشانه‌شناسی به رسمیت شناخته شده. : 249 تا قبل از ظهور سوسور در اوایل قرن بیستم، زبان‌شناسی عمدتاً بر ریشه‌شناسی و یک تحلیل تاریخی (که تحلیل درزمانی نیز نامیده می‌شود) که در آن تاریخ معانی تک تک کلمات را ردیابی می‌کند تمرکز داشت. سوسور از لغت‌شناسان تطبیقی قرن نوزدهم کسانی که تحقیقات خود را فقط بر اساس زبان‌های هندواروپایی پایه‌گذاری می‌کردند انتقاد داشت و معتقد بود که بررسی‌های آنان «هیچ مبنایی در واقعیت ندارد». سوسور با بررسی عملکرد کنونی زبان (تحلیل همزمان) زبان را مطالعه کرد. تحلیل همزمان رویکردی رابطه‌ای است که در آن به «نظام (صوری) روابط بین کلمات به‌عنوان منبع معانی» نگاه می‌شود. : 249 سوسور همچنین تحلیل همزمانی، را به عنوان جنبه ایستایی علم زبان‌شناسی و بر خلاف تحلیل درزمانی (که با تکامل زبان مرتبط است) مقایسه نمود. : 81 